# Ronobach
Ronobach (auch Rimbach, Rönbach) ist eine Wüstung auf der Gemarkung von Sommerach im unterfränkischen Landkreis Kitzingen.

## Geografische Lage
Die Literatur ist sich bei der Verortung von Ronobach uneinig. In der Überblicksdarstellung Försts und Schergs von 1902 wurde Ronobach an den Weg zwischen Nordheim am Main und Sommerach verlegt, während der jüngere Aufsatz von Schuh von einem Ort „dicht westlich von Sommerach“ spricht. Gesichert ist lediglich ein Brunnen an der Stelle des ehemaligen Dorfes, hier soll auch ein Bach gelaufen und eine Mainmühle betrieben worden sein. Zusätzlich erschwert wird die Identifizierung der Siedlungsstelle durch den Mainkanal, der dort entlangfließt. Das abgegangene Rimbacher Tor im Nordwesten von Sommerach wurde nach dem Ort benannt.

## Geschichte

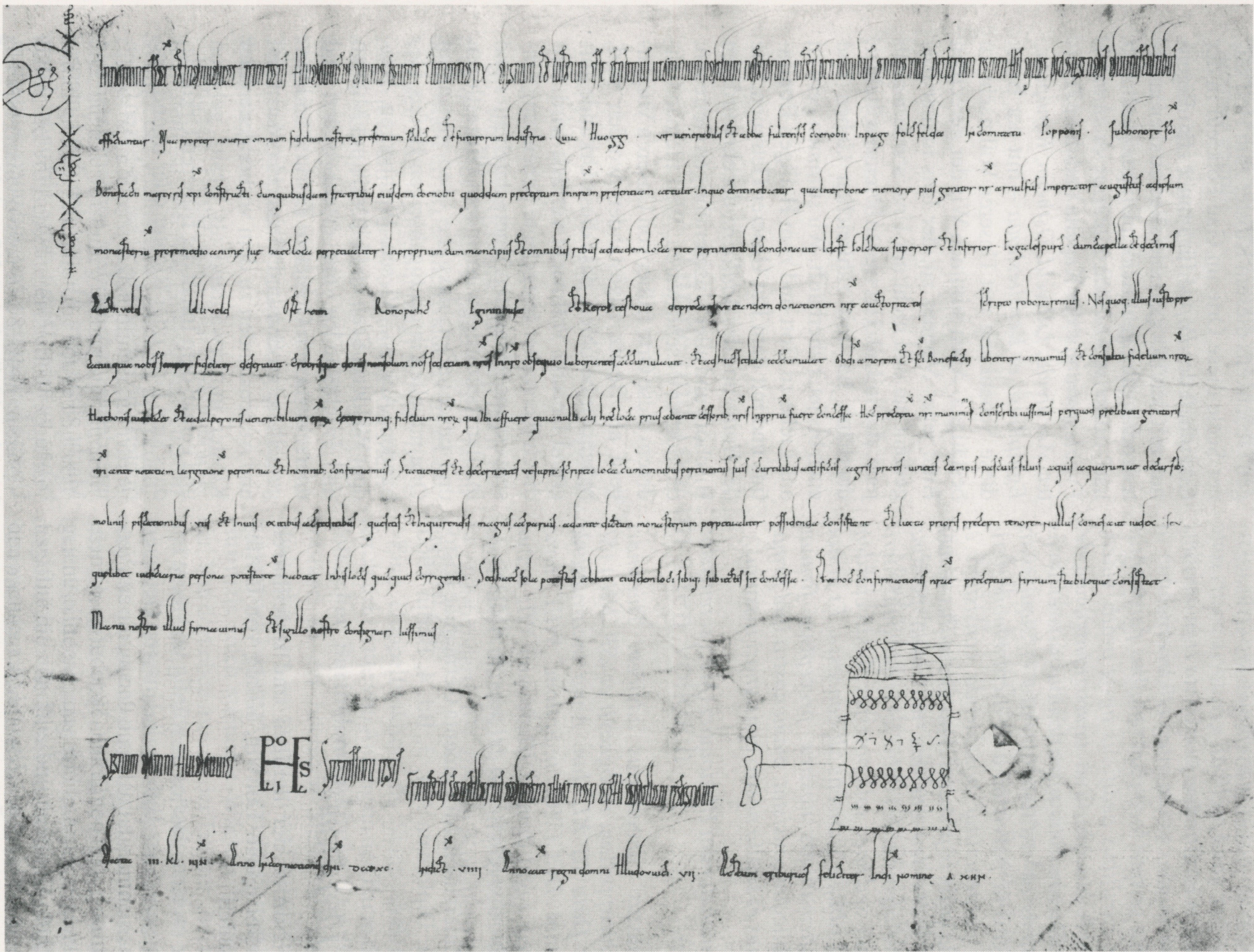
Die Urkunde von 906

Die Endung -bach verweist auf eine Besiedlung während der karolingischen Ausbauphase im 8. und 9. Jahrhundert. Umstritten ist, ob Ronobach mit dem in einer Urkunde des Jahres 906 genannten „ronopahc“ gemeint ist. Dies ist von Bedeutung, weil sich auch der bei Volkach gelegene, noch bestehende Ort Rimbach auf die Bezeichnung „ronopahc“ in dem Diplom von 906 beruft. Schuh führt die lautliche Herleitung, dass es sich bei „ronopahc“ um die Wüstung Ronobach handeln muss, ins Feld.
Ronobach, nun unter der Bezeichnung Rönbach, wurde im Jahr 1295 zweifelsfrei von Graf Heinrich II. zu Castell an das Kloster Münsterschwarzach gegeben. Es ist davon auszugehen, dass die Abtei bis ins 17. Jahrhundert über die Bewohner herrschte. Während des Dreißigjährigen Krieges wurde das Dorf von den Schweden erobert und vollständig zerstört. Nach dem Krieg kam es nicht zu einer Wiederansiedlung. Im 19. Jahrhundert wurden von Sommeracher Bauern Gewölbekeller entdeckt.